# Danijela Perišić
Pour les articles homonymes, voir Perisic.
Danijela Perišić est une ancienne joueuse de volley-ball serbe née le 2 février 1989. Elle mesure 1,75 m et jouait au poste de passeuse. 

## Clubs
| Club           | De        | À         |
| -------------- | --------- | --------- |
| OK He Na Drini | 2003-2004 | 2006-2007 |
| ŽOK Varadin    | 2007-2008 | 2011-2012 |
| ŽOK Vojvodina  | 2012-2013 | 2012-2013 |
| ŽOK Futog      | 2013-2014 | 2016-2017 |